# Vencedores do Prêmio Brasil Olímpico de 2007
O Prêmio Brasil Olímpico de 2007 foi a nona edição da premiação dada pelo Comitê Olímpico Brasileiro aos melhores atletas do ano. 50 atletas foram premiados. Receberam homenagens também atletas que se destacaram nos Jogos Universitários Brasileiros e nos Jogos Escolares Brasileiros, além de técnicos e personalidades do mundo esportivo brasileiro.

## Vencedores por modalidade
| - Atletismo: Jadel Gregório - Badminton: Guilherme Kumasaka - Basquete: Leandro Barbosa - Beisebol: Rafael Motooka de Oliveira - Boliche: Jacqueline Costa - Boxe: Pedro Lima - Canoagem Slalom: Gustavo Selbach - Canoagem Velocidade: Sebástian Cuattrin - Ciclismo BMX: Ana Flávia Sgobin - Ciclismo Estrada: Clemilda Fernandes - Ciclismo Mountain Bike: Rubens Donizete - Ciclismo Pista: Camila Rodrigues - Esportes na Neve: Gustavo Bauer - Esportes no Gelo: Gabriela Borges - Esgrima: Renzo Agresta - Esqui Aquático: Marcelo Giardi - Futebol: Marta Vieira da Silva - Futsal: Alessandro Rosa Vieira (Falcão) - Ginástica Artística: Diego Hypólito - Ginástica Rítmica: Tayanne Mantovanelli - Ginástica Trampolim: Giovanna Matheus - Handebol: Chana Masson - Hipismo Adestramento: Renata Rabello - Hipismo CCE: André Paro - Hipismo Saltos: César Almeida | - Hóquei Sobre Grama: Alexandre Caldas - Judô: Tiago Camilo - Karatê: Lucélia de Carvalho - Levantamento de Peso: Jaqueline Ferreira - Lutas: Rosângela Conceição - Maratona Aquática: Poliana Okimoto - Natação: Thiago Pereira - Natação Sincronizada: Lara Teixeira - Patinação Artística: Marcel Stürmer - Patinação Velocidade: Douglas Donato - Pentatlo Moderno: Yane Marques - Pólo Aquático: André Luiz Cordeiro (Pará) - Remo: Luciana Granato - Saltos Ornamentais: César Castro - Softbol: Simone Sayuri - Squash: Rafael Alarcon - Taekwondo: Diogo Silva - Tênis: André Sá - Tênis de Mesa: Hugo Hoyama - Tiro com Arco: Luiz Gustavo Trainini - Tiro Esportivo: Júlio Almeida - Triatlo: Juraci Moreira - Vela: Robert Scheidt - Vôlei de Praia: Larissa França - Voleibol: Gilberto Godoy Filho |

## Outros prêmios

### Troféu COI 2007 - Esporte e Promoção do Olimpismo
- Organizações Globo

### Troféu Personalidade Olímpica do Ano
- Presidente da República Luiz Inácio Lula da Silva
- Governador do Estado do Rio de Janeiro Sérgio Cabral Filho
- Prefeito do Rio de Janeiro César Maia
- Ministro do Esporte Orlando Silva Júnior

### Troféu Maria Lenk
- Maria Esther Bueno (tênis)

### Troféu Adhemar Ferreira da Silva
- André Gustavo Richer (remo)

### Melhor atleta paraolímpico
- Masculino: Daniel Dias
- Feminino: Cláudia Cícero dos Santos

### Jogos Escolares Brasileiros
- 12 a 14 anos: Felipe Lorenzon e Thatiane Silva
- 15 a 17 anos: Victor Penalber e Andressa Morais

### Jogos Universitários Brasileiros
- Masculino: Fabiano Peçanha
- Feminino: Dayane de Fátima da Rocha

### Melhor técnico
- Luiz Shinohara

## Melhores atletas do ano
- Masculino: Thiago Pereira
- Feminino: Jade Barbosa